# Bojan Jorgačević
Bojan Jorgačević (Servisch: Бојан Јоргачевић) (Belgrado, 12 februari 1982) is een voormalig Servisch voetballer die ook de Belgische nationaliteit heeft. Hij speelde tijdens zijn carrière onder meer voor KAA Gent, Club Brugge en Levski Sofia en kwam ook uit voor het nationale elftal van Servië.
Zijn speelstijl werd gekenmerkt door uitstekende reflexen en katachtige sprongen. Hij had ook een vast ritueel: bij aanvang van elke wedstrijd bond hij een supporterssjaal aan zijn doelnet en plaatste hij een fles Servisch wijwater in het midden van zijn doel.

## Carrière

### Belgrado
Bojan Jorgačević werd geboren in Belgrado en sloot zich in 1991 aan bij voetbalclub FK RAD Belgrado. Hij doorliep er de jeugdreeksen en deed rond de eeuwwisseling zijn intrede in de A-kern. Tijdens het seizoen 2002/03 kreeg de struise doelman zijn eerste speelkansen. De club leende hem een jaar later uit aan Dinamo Pančevo. Na zijn terugkeer werd hij bij Belgrado eerste doelman.

### KAA Gent
In 2007 volgde een transfer naar KAA Gent. Eerste doelman Frédéric Herpoel had bij de Buffalo's zijn contract niet verlengd. Jorgačević ging bij de Buffalo's de concurrentie aan met de Fransman Alexandre Martinovic. Trainer Trond Sollied gaf de voorkeur aan de Serviër, die zich al snel ontpopte tot een publiekslieveling. In 2008 bereikte hij met Gent de finale van de Beker van België. Twee jaar later veroverde Gent de Beker van België door in de finale Cercle Brugge met 3-0 te verslaan. De Buffalo's werden dat jaar ook vicekampioen. Jorgačević zelf kreeg zowel in 2010 als in 2011 de Jean-Claude Bouvy-Trofee van de supporters van KAA Gent.
In mei 2011 verlengde Jorgačević zijn contract bij Gent, hoewel hij luidop droomde van een nieuwe club. De Servische doelman wilde naar Turkije, maar tot een transfer kwam het niet. Hij bleef in Gent en werd in november 2011 opnieuw aan een Turkse club gelinkt. De naam van Gençlerbirliği SK viel, maar uiteindelijk bleek dat Jorgačević onderhandelde met het bestuur van Club Brugge.

### Club Brugge
Op 7 november 2011 kwam hij tot een akkoord met Club Brugge. De voetbalbond besloot om de doelman al in november naar blauw-zwart te laten gaan (en dus niet zoals gebruikelijk is tijdens de winterstop), aangezien Club Brugge niet over drie fitte doelmannen beschikte. De Serviër werd meteen eerste doelman bij Club Brugge, maar toen in de zomer van 2012 keeperstrainer Dany Verlinden door Philippe Vande Walle werd opgevolgd, werd de positie van de doelman onzeker. Op 11 november 2012 verloor Club Brugge met 6-1 van RSC Anderlecht. Bij een 4-0 stand liet de Serviër aan de bank weten dat hij geblesseerd was. Even later leek hij toch door te kunnen gaan, tot ergernis van onder meer Vande Walle. Wat later werd Jorgačević dan toch gewisseld. Hij stelde achteraf dat "hij wilde blijven staan omdat de ploeg niet draaide". Vanaf dan kreeg reservedoelman Vladan Kujović, een oud-ploegmaat van Vande Walle, de voorkeur onder de lat. Vande Walle liet nadien in de pers optekenen dat "het spel van Club Kujović beter ligt dan Jorgačević". Jorgačević ging in de tegenaanval en noemde Vande Walle "onbelangrijk". Eind december 2012 raakte bekend dat de Servische doelman een andere club mocht zoeken ondanks zijn contract tot 2016.

### Erciyesspor
In 2013 vertrok Jorgačević naar het Turkse Kayseri Erciyesspor. Na één seizoen werd zijn contract in onderling overleg met de club verbroken.

### Levski Sofia
Nadat Jorgačević enkele maanden zonder club zat, werd in januari 2015 bekend dat hij een contract voor anderhalf seizoen had getekend bij de Bulgaarse eersteklasser Levski Sofia. Na het seizoen 2016/2017 beëindigde hij er zijn carrière als profvoetballer.

## Nationale ploeg
In 2010 debuteerde Bojan Jorgačević als doelman bij de nationale ploeg van Servië. In totaal speelde hij tijdens zijn carrière zeven interlands voor Servië.

## Privé
Jorgacevic heeft een vrouw, drie dochters en een zoon.

## Carrière
| Seizoen | Club                | Land               | Competitie         | Duels | Doelp. |
| ------- | ------------------- | ------------------ | ------------------ | ----- | ------ |
| 2002/03 | Rad Belgrado        | Vlag van Servië    | Superliga          | 2     | 0      |
| 2003/04 | → Dinamo Pančevo    | Vlag van Servië    | Superliga          | 17    | 0      |
| 2004/05 | Rad Belgrado        | Vlag van Servië    | Superliga          | 34    | 0      |
| 2005/06 | Rad Belgrado        | Vlag van Servië    | Superliga          | 14    | 0      |
| 2006/07 | Rad Belgrado        | Vlag van Servië    | Superliga          | 34    | 0      |
| 2007/08 | KAA Gent            | Vlag van België    | Jupiler Pro League | 33    | 0      |
| 2008/09 | KAA Gent            | Vlag van België    | Jupiler Pro League | 33    | 0      |
| 2009/10 | KAA Gent            | Vlag van België    | Jupiler Pro League | 39    | 0      |
| 2010/11 | KAA Gent            | Vlag van België    | Jupiler Pro League | 33    | 0      |
| 2011/12 | KAA Gent            | Vlag van België    | Jupiler Pro League | 7     | 0      |
| 2011/12 | Club Brugge         | Vlag van België    | Jupiler Pro League | 26    | 0      |
| 2012/13 | Club Brugge         | Vlag van België    | Jupiler Pro League | 12    | 0      |
| 2013/14 | Kayseri Erciyesspor | Vlag van Turkije   | Süper Lig          | 19    | 0      |
| 2014/15 | Levski Sofia        | Vlag van Bulgarije | A Grupa            | 8     | 0      |
| 2015/16 | Levski Sofia        | Vlag van Bulgarije | A Grupa            | 34    | 0      |
| 2016/17 | Levski Sofia        | Vlag van Bulgarije | Parva Liga         | 21    | 0      |
| Totaal  | Totaal              | Totaal             | Totaal             | 354   | 0      |